# Shelfari
Shelfari（シェファリ）はかつて存在した書籍のソーシャルカタログウェブサイト。2016年にGoodreadsと合併した。 Shelfariのユーザーは彼らが所有か既読の本の仮想本棚を作り、評価やレビュー、タグ付け、自分たちの本についての議論を行うことが出来た。ユーザーは他のメンバーも参加可能なグループを作ることができ、議論の作成や本や他のトピックについて語ることもできた。何を読むべきかサイト上の友人に推薦を送ることが出来た。
Shelfariは2006年10月11日に設立された 。2007年2月、Amazon.comはShelfariに100万ドル投資し 、翌年の2008年8月にShelfariを買収した。
2016年1月時点で、サイトの運営は「ShelfariはGoodreadsと合併する」との通知を発表した。
2016年6月時点で、サイトは閉鎖されている。(全てのリンクはGoodreadsにリダイレクトされる)。 合併の言及にもかかわらず、ユーザーはShelfariの大半の重要な機能が統合されていないと不満を述べた。(コメントシステムは本の詳細な議論ができず、それぞれの本の主要キャラクターの背景情報は廃棄された)
。

## 歴史
リアルネットワークスの同窓生のジョシュ・ハグとケビン・ベウケルマン(両者ともソフト開発者)とマーク・ウィリアムソン(リアル社での常勤での経験なし)はデザイナーのイアン・パターソンと共に「Tastemakers, Inc.」という名でShelfariを創業した 。Tastemakersは、熱心な読者のニーズを満たすソーシャルネットワーキングサービスの開発を目指していた。 この戦略は、ソーシャル映画サイトのFlixsterなどのニッチなソーシャルネットワークを作成する時期の傾向を反映している可能性がある。 Shelfariが2007年の初めに株式ファンドから最初の出資を受けた時点で、同社はソフトウェア開発者のケビン・ダードル、デザイナーのティモシー・グレイ、マーケティング担当副社長のデイブ・ハンリーを含む5人の従業員に成長していた。2008年8月、同社はワシントン州シアトルのAmazon.comに買収され 、チームはブックテクノロジーグループに統合された。
ShelfariはAmazon.comの関連サイト内で独立した本のソーシャルネットワークとして機能していたが、2016年１月にアマゾンがShelfariはGoodreadsと統合し、それに伴いShelfariを閉鎖すると発表した。Shelfariメンバーに移動の備えをさせるため、アマゾンはShelfari.comの重要アナウンスで「重要な通知：ShelfariはGoodreadsと統合します。詳細はこちら」と述べ「FAQを読む」と題したページへのリンクが共にあり 、「データをCSVファイルでダウンロードする(「全てをエクスポートする」と題したページへのリンクがされていた)」方法の説明があり、「Goodreadsに移動させる(「招待情報をエクスポートする」と題したページへリンクされていた)」 方法の説明もあった。ShelfariのユーザーのコンテンツをGoodreadsに移動させるために2カ月の猶予があった。Shelfariの議論スレッドは統合されなかった(統合するためにアマゾンがすべての参加者からの承認を得る必要があるため)。ユーザーは「あなたの思い出として自身のデータを保存しても良い」とのアドバイスを受けた
。

## 機能
Shelfari は主要機能の一つとして「仮想本棚」の売り込みを行った。仮想本棚はユーザーが入力した本のカバーをユーザーの本の情報(レビュー、評価、タグ)のポップアップと共に表示する。著者、タイトル、日付、評価、レビューでのソートが仮想本棚の利用者はできる。ユーザーは本を既読や現在読書中、読書計画中、欲しいものリスト、既に所有、好きな本を含む違った棚に組み替えることが出来る。
The Shelfariのカタログはユーザーによって編集することができたが、一部の変更はShelfariの「司書」の承認を得なければならなかった。wiki機能を使ってユーザーはそれぞれの本の著者、タイトル、出版日、目次、最初の文及びシリーズを編集できた。ユーザーは余剰の本を一つに纏めたりカタログで見つからない新刊を追加したりもできた。本や著者ページも同様に編集や作成が可能だった。一般的なカタログのメンテナンスに加えて、ユーザーはレビューや説明、キャラクターと設定のリスト、著者の略歴、カテゴリー、分類タグに貢献することを推奨された。
Shelfariカタログの大半の本は個人の販売者達から追加されたマーケットプレイスの本を含む大規模なアマゾンカタログから来ている。これらの本はアマゾンにリンクしており、現在価格と中古本販売のAbeBooksへのリンクが表示される。
Shelfari はグループのクリエイターがいて、メンバーに雑談やプレイ、本についての議論をしたりできる。

## 批判
Shelfariは「フレンド招待」ページで悪評を得た。2007年10月にジェシー・ウェグマンズが『ニューヨーク・オブザーバー』で 彼が「Shelfariが親切にも前もってチェックしてくれてたおかげで誤ってGmailアドレス帳の約1500人の名前をアンチェックし損ねた」と書き不満を述べ、システムが彼の意に反しているが表向きは彼のアドレスから招待が送られた 。2007年11月、Shelfariは競合のソーシャルネットワーク本サイトのLibraryThingsの制作者のティム・スポルディングからアストロターフィングを行っているとして非難された 。Shelfariに批判的な別のブログのコメントで(「招待」システムの批判が中心)CEOのジョシュ・ハグはよく知らなかったとし、アストロターフィングを非難し、停止したと語った
。